# Silylether

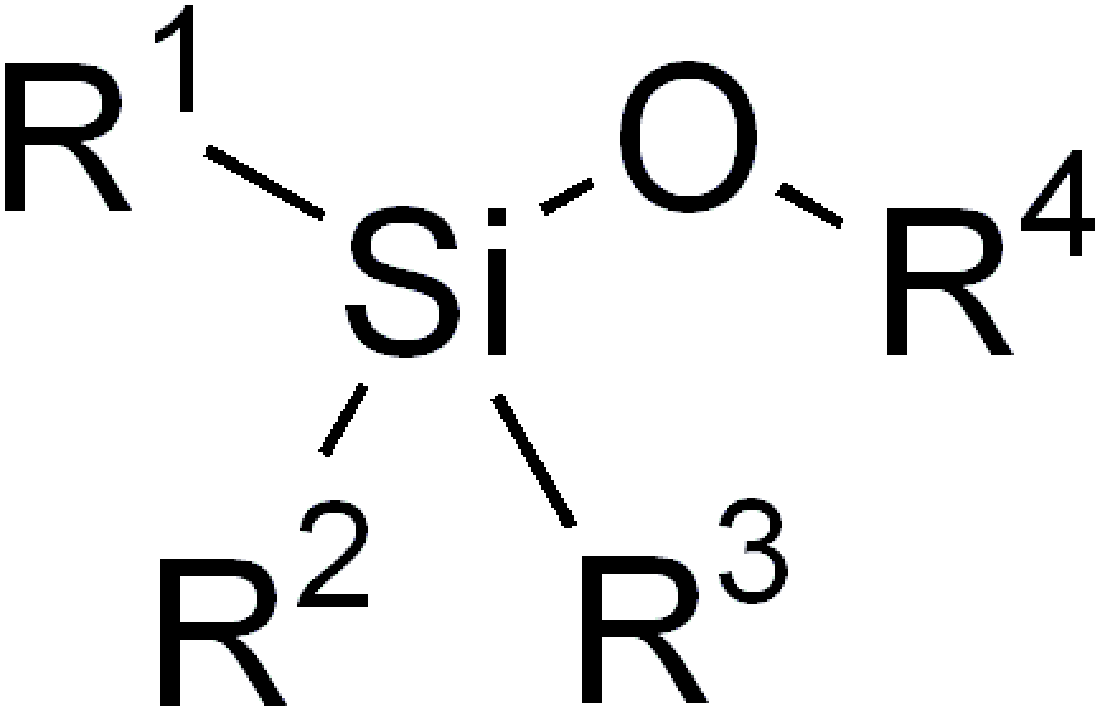
Algemene structuurformule van silylethers

Een silylether is een chemische verbinding uit de ethergroep, waarin een siliciumatoom met een covalente binding verbonden is met een alkoxygroep.
De algemene structuur van een silylether is R1R2R3Si−O−R4, waarbij R4 een alkyl- of arylgroep voorstelt. R1, R2, R3 kunnen velerlei functionele groepen zijn.
Silylethers worden veel gebruikt om beschermende groepen aan te brengen op andere verbindingen in chemische syntheses die uit vele opeenvolgende stappen bestaan. Zo verhinderen ze dat bepaalde functionele groepen ongewenste chemische reacties ondergaan tijdens de synthese. Deze beschermende groepen kunnen zonder veel moeite aangebracht en later weer verwijderd worden. Enkele veelgebruikte silylethers zijn:
- trimethylsilylverbindingen (TMS), (CH3)3Si-O-R ;
- tert-butyldifenylsilylverbindingen (TBDPS);
- tert-butyldimethylsilylverbindingen (TBDMS);
- tri-isopropylsilylverbindingen (TIPS).

Een voorbeeld van de vorming van een silylether is de reactie van een alcohol met trimethylchloorsilaan. Dit wordt gebruikt om de hydroxylgroep van het alcohol te beschermen:
De afsplitsing van de beschermende groep kan gebeuren met fluoride-ionen, bijvoorbeeld afkomstig van hexafluorkiezelzuur of tetrabutylammoniumfluoride (TBAF), in een polair aprotisch oplosmiddel zoals tetrahydrofuraan: